# Гернет, Франц
Франц Герне́т (нем. Franz Gernet) — швейцарский кёрлингист.
В составе мужской сборной Швейцарии участник чемпионата мира 1964 (заняли шестое место). Чемпион Швейцарии среди мужчин.
Играл на позиции первого.

## Достижения
- Чемпионат Швейцарии по кёрлингу среди мужчин: золото (1963).

## Команды
| Сезон   | Четвёртый      | Третий          | Второй          | Первый       | Турниры           |
| ------- | -------------- | --------------- | --------------- | ------------ | ----------------- |
| 1962—63 | Герольд Келлер | Франц Циммерман | Алоиз Циммерман | Франц Гернет | ЧШМ 1963          |
| 1963—64 | Герольд Келлер | Франц Циммерман | Алоиз Циммерман | Франц Гернет | ЧМ 1964 (6 место) |

(скипы выделены полужирным шрифтом)